# Solomon Lefschetz
Solomon Lefschetz (3 septembre 1884 - 5 octobre 1972) est un mathématicien américain d'origine russe connu surtout pour ses travaux en topologie algébrique, géométrie algébrique et théorie des équations différentielles non linéaires.

## Biographie
Salomon Lefschetz est né à Moscou, d'Alexander (ou Alexandre) Lefschetz et Vera Lifschitz,, une famille de négociant juifs russes qui, après avoir voyagé en Europe et au Moyen-Orient, se fixèrent à Paris.
Solomon Lefschetz fit d'abord ses études au Lycée Saint-Louis avant d'intégrer l'École centrale des arts et manufactures de Paris en 1902, où il suivit notamment les cours d'Émile Picard et Paul Émile Appell.
Par la suite, il émigre aux États-Unis en 1905.
Engagé à la compagnie d'électricité Westinghouse, Solomon perdit l'usage de ses deux mains dans un accident en 1907, et dut utiliser des prothèses pour le reste de sa vie.
Peu de temps après cet accident, il quitta son emploi et se lança dans une carrière académique de mathématicien. Il obtient en 1911 un Ph. D. de l'université Clark à Worcester (Massachusetts) sous la direction de William Edward Story , avec une thèse en géométrie algébrique intitulée « On the Existence of Loci with Given Singularities ». C'est là qu'il fit la rencontre de sa future femme, Alice B. Hayes, également étudiante en mathématiques. Il fut d'abord professeur assistant à l'université du Nebraska à Lincoln en 1911, puis à l'université du Kansas à Lawrence en 1913, professeur à partir de 1919 et jusqu'en 1924, année où il gagna le prix Bôcher et obtint un poste à l'université de Princeton dont il dirigea par la suite le département de mathématiques. 
Plutôt isolé dans les universités américaines, il élabore, à partir des méthodes et des publications d'Émile Picard et Henri Poincaré, une topologie algébrique  et montre, dans une série de travaux réunis dans le livre L’analysis situs et la géométrie algébrique son importance en géométrie algébrique. 
En 1920, il est conférencier invité au Congrès international des mathématiciens de  Strasbourg (titre de sa communication : Quelques  remarques  sur  la  multiplication  complexe).
Dans une série d'articles de 1923 à 1927, il publie son célèbre théorème du point fixe, d'abord pour les variétés compactes orientables. En 1924, sur la recommandation du topologue James Alexander, il obtient une chaire de professeur à Princeton, où Oswald Veblen enseigne également. Pendant cette période, il a développé la topologie algébrique des variétés algébriques de haute dimension à partir des travaux d'Émile Picard et d'Henri Poincaré. Les « Lefschetz pencils » désignent des faisceaux d'hyperplans intersectant la variété, et sont utilisés pour étudier des lieux singuliers, à l'instar de la théorie du Morse (formule de Picard-Lefschetz). 
Après son éméritat, Lefschetz joua un rôle important dans le développement des mathématiques au Mexique. Il devint professeur invité de l'Université nationale autonome du Mexique en 1945 et y revint à de nombreuses reprises, notamment à partir de 1953, année où il atteignit l'âge de la retraite pour la chaire de mathématique à Princeton. Il a obtenu diverses décorations à ce titre. Parmi ses étudiants au Mexique, il y a Emilio Lluis, José Adem, Samuel Gitler Hammer, Santiago López de Medrano, Francisco Javier González-Acuña et Alberto Verjovsky.
Il fut également éditeur du journal Annals of Mathematics de 1928 à 1958, journal qui acquit sous sa direction une importance première. 
Après 1958, Lefschetz fut sollicité pour intégrer le Research Institute for Advanced Studies de Baltimore, un institut de recherche en mathématique appliquée créé à la suite du lancement de Spoutnik I, où son équipe devint le plus grand groupe au monde dédié aux équations différentielles non-linéaires. Il quitta le RIAS en 1964 pour fonder à l'Université Brown, le Center for Dynamical Systems qui fut par la suite renommé en Lefschetz  Centre for  Dynamical  Systems.
Parmi ses anciens élèves, il y a Richard Bellman, Albert William Tucker, Ralph Fox, Clifford Hugh Dowker, John McCarthy, Clifford Truesdell, Norman Steenrod, John Tukey, Shaun Wylie.

## Œuvre
Lefschetz est connu comme fondateur de la topologie algébrique, et en particulier pour son théorème de point fixe, qu'il a démontré en 1926. Il a publié de nombreux ouvrages, en français et en anglais.
Articles (sélection)
- « Intersections and transformations of complexes and manifolds », Transactions American Mathematical Society, vol. 28,‎ 1926, p. 1-49 (lire en ligne).
- « Manifolds with a boundary and their trans-formation », Transactions American Mathematical Society, vol. 29,‎ 1927, p. 429-462 (lire en ligne).

Livres et monographies
- L´Analysis situs et la geometrie algebrique, Paris, Gauthier-Villars, Collection de monographies sur la théorie des fonctions, 1924, vi+154 —   Nouveau tirage 1950.
- Géométrie sur les surfaces et variétés algébriques, Paris, Gauthier-Villars, Mémorial Sc. math. fasc. XL, 1929, 66 p.[8]
- Topology, New York, American Mathematical Society, coll. « American Mathematical Society colloquium publications » (no XII), 1930, ix+410
- Algebraic Topology, New York, American Mathematical Society, coll. « American Mathematical Society colloquium publications » (no 27), 1942, vi+389 — Réimpressions : Algebraic geometry, New York, American Mathematical Society, coll. « Colloquium Publications » (no 27), 1948, vi+393 (zbMATH 0036.12202)
- Topics in topology, Princeton, Princeton University Press, coll. « Annals of Mathematics Studies » (no 10), 1942, vi+137 (zbMATH 0061.39303)
- Lectures on differential equations, Londres, Oxford University Press, coll. « Annals of Mathematics Studies » (no 14), 1946, viii+210 (zbMATH 0061.16606)
- Introduction to topology, Londres et Princeton, Oxford University Press et Princeton University Press, coll. « Annals of Mathematics Studies » (no 11), 1949, viii+218 (zbMATH 0041.51801)
- Algebraic geometry, Princeton, Princeton University Press, coll. « Princeton Mathematical Series » (no 18), 1953, ix+233 (zbMATH 0052.37504) —
- avec Joseph P. LaSalle (en), Stability by Liapunov's Direct Method with Applications, Academic Press, coll. « Mathematics in Science and Engineering » (no 4), 1961, vii+134 (zbMATH 0098.06102)
- Differential equations: Geometric theory, Interscience Publishers,, coll. « Pure and Applied Mathematics » (no IV), 1957, x+364 (zbMATH 0080.06401) — 2e édition 1963
- Stability of nonlinear control systems, Academic Press, 1965, xi+ 150 (zbMATH 0136.08801)

Articles autobiographiques
- (en) Solomon Lefschetz, « Reminiscences of a mathematical immigrant in the United States », American Mathematical Monthly, vol. 77,‎ 1970, p. 344 — Aussi dans : A Century of mathematics in America, Vol I, p. 201-207 (1989).
- (en) Solomon Lefschetz, « A page of mathematical autobiography », Bull. Amer. Math. Soc., vol. 74,‎ 1968, p. 854-879 (lire en ligne)

Articles sur Lefschetz
- Gian-Carlo Rota, Fine Hall in its golden age: Remembrances of Princeton in the early fifties[9]
- Donald J. Albers et Gerald L. Alexanderson (éditeurs) (préf. Philip J. Davis), Mathematical people : Profiles and interviews, Birkhäuser, 1985, xvi+372 (ISBN 3-7643-3191-7, zbMATH 0559.01024), p. 209-212 : Solomon Lefschetz : « A Reminiscence », par Albert W. Tucker. — Édition en ligne par Cambridge University Press août 2016 ; deuxième édition AK Peters xxvi+386 p.  (ISBN 978-1-56881-340-0), (2008).
- William Hodge, « Solomon  Lefschetz (1884-1972) », Biographical Memoirs of the Fellows of the Royal Society, vol. 19,‎ 1973, p. 433–453 (lire en ligne)[10] — Aussi dans Bulletin  of the London Mathematical Society,  vol. 6  (1974),  p. 198-217
- Phillip Griffiths, Donald Spencer et George W. Whitehead, « Solomon Lefschetz 1884-1972 », Biographical Memoirs National Academy Sciences, vol. 49,‎ 1992, p. 271-313 (lire en ligne)

Festschrift
- The Lefschetz Centennial Conference ; conférence au Centro de Investigación y de Estudios Avanzdos, Mexico, 10-14 décembre 1984. 3 volumes[11],[12],[13]

## Prix et distinctions
- 1925 : membre élu de l'Académie nationale des sciences
- 1929 : membre élu de la Société américaine de philosophie
- 1957 : membre de l'Académie des sciences (France)
- 1961 : membre de la Royal Society

- 1919 : Prix Bordin de l'Académie des sciences[14]
- 1924 : prix Bôcher
- 1956 : prix Antonio-Feltrinelli
- 1964 : National Medal of Science
- 1964 : Conférence von Neumann
- 1970 : prix Leroy P. Steele de l'American Mathematical Society